# 須田永秀
須田 永秀（すだ ながひで）は、戦国時代の武将。二階堂氏の家臣。岩瀬郡和田城主。須田盛秀の祖父。

## 略歴
文明17年（1485年）、須田吉秀の子として誕生。
天文元年（1532年）に行われた白河結城氏との合戦では、白河氏の長男の刀之助を討ち取る活躍をしたという。刀之助が何者であるかは定かではないが、時期的に結城義綱の子で、晴綱の兄と推測できる。
史料では没年は文亀3年(1503年）となっているが、それでは子・秀行が生まれる22年前に死没したことになるため、文亀ではなく元亀の誤記と思われる。